# Le Carré magique
Pour les articles homonymes, voir Carré magique.
Le Carré magique est un jeu radiophonique diffusé sur Europe 1 du lundi 23 août 2010 au vendredi 1er juillet 2011, succédant à Décrochez le soleil. Il est animé par Nagui, en compagnie de Pierre Lescure, Laurence Boccolini et Marc Michaud dit Micho.

## Déroulement du jeu

### Duel
Un duel oppose un candidat (aidé par Pierre Lescure) à une candidate (aidée par Laurence Boccolini). Pierre Lescure et Laurence Boccolini lancent un dé à 6 faces, le plus fort score faisant commencer son équipe et ayant le droit d'arrêter une roue virtuelle s'arrêtant sur un thème. En cas d'égalité, le dé est relancé.
Question no 1 : Nagui pose une question au premier candidat. L'animateur associé peut l'aider à trouver la réponse, sans la dire explicitement. Une autre question est posée au candidat adverse selon le même principe.
Question no 2 : Marc Michaud pose une question au premier candidat avec quatre possibilités de réponses. L'animateur associé indique une réponse qu'il estime fausse. Le candidat choisit ensuite sa réponse. Une autre question est posée au candidat adverse selon le même principe.
Le candidat ayant le plus grand score est qualifié pour la finale. En cas d'égalité, une question subsidiaire chiffrée est posée aux candidats qui doivent répondre hors-antenne. C'est le plus proche de la bonne réponse qui est qualifié.
Il y a 5 duels par émission.

### Finale
Les cinq finalistes s'affrontent sur un thème déterminé par une « roue virtuelle ». Une question ouverte est posée, et chaque candidat doit donner à tour de rôle une bonne réponse à cette question. En cas de non-réponse, de redite ou de mauvaise réponse, le candidat est éliminé. Le dernier candidat restant participe au choix du cadeau.

### Le cadeau
Le gagnant du jour doit choisir parmi quatre enveloppes portées par Pierre Lescure, Laurence Boccolini, Marc Michaud  et Nagui. Trois enveloppes comportent chacune un cadeau (appareil photo, lecteur MP3, lecteur Blu-Ray ou caméra numérique par exemple) ou un voyage, la quatrième enveloppe englobant les trois cadeaux des autres enveloppes plus un quatrième, désignée sous le nom de « carré magique ».

## Rubriques

### Le dossier monde
Vers 10h30, Marc Michaud parle des us et coutumes du monde entier. La chronique a duré une quinzaine de jours au début de l'émission.

### Les opinions de Laurence et Pierre
Depuis mi-novembre, Laurence Boccolini et Pierre Lescure interviennent entre les manches pour discuter de ce qu'ils ont trouvé sur Internet ou dans la presse. Pierre Lescure parle à 9h40 de ce qu'il a trouvé sur Internet, et Laurence Boccolini parle à 10h30 de toutes sortes de sondages.

## Habillage de l'émission
L'habillage sonore de l'émission, réalisé par Grelot Productions, société de Manu Levy.
La musique originale est composée par David Drussant, enregistrée au Studio du Petit Pont et éditée par Base Records (Air Productions)

## Arrêt de l'émission
Le programme n'a pas été retenu pour reprendre en septembre 2011, l'émission s'est donc arrêtée le 1er juillet 2011.